# سفارة إيران في النرويج
سفارة إيران في النرويج هي أرفع تمثيل دبلوماسي لدولة إيران لدى النرويج. تقع السفارة في أوسلو وهي تهدف لتعزيز المصالح الإيرانية في النرويج.

## وصلات خارجية
- الموقع الرسمي
- قائمة سفارات إيران
- قائمة السفارات في النرويج